# Chute d’une grue sur la mosquée al-Harâm
La chute d’une grue sur la mosquée al-Harâm a lieu le 11 septembre 2015 et entraîne la mort de 111 personnes et blesse 394 personnes . Ces chiffres diffèrent selon les sources. Les victimes étaient principalement originaires du Bangladesh, d'Égypte, du Pakistan, d'Indonésie, d'Iran et d'Inde,,,.

## L'accident
L'accident a eu lieu le vendredi 11 septembre 2015, à 17h10, sur la grande mosquée de La Mecque dans l’ouest de l’Arabie saoudite. Le drame est survenu quand la population massive des pèlerins étaient en train de se préparer pour la prière du soir dans la plus grande mosquée. L'incident a eu lieu « en raison de vents violents et de fortes pluies » selon le porte-parole de la mosquée,,.
La grue était LR 11350 fabriquée en Allemagne.

## Victimes et blessés
| Nationalité | Morts | Blessés |
| ----------- | ----- | ------- |
| Bangladesh  | 25    | 0       |
| Égypte      | 23    | 0       |
| Pakistan    | 15    | 51      |
| Indonésie   | 11    | 42      |
| Iran        | 25    | 32      |
| Inde        | 11    | 15      |
| Turquie     | 8     | 21      |
| Malaisie    | 6     | 10      |
| Nigeria     | 6     | 0       |
| Angleterre  | 2     | 3       |
| Algérie     | 1     | 0       |
| Afghanistan | 1     | 0       |
| Total       | 111   | 394     |

| Selon                                  | Date       | Morts        | Blessés            |
| -------------------------------------- | ---------- | ------------ | ------------------ |
| https://ca.reuters.com                 | 11/09/2015 | 107          | 238                |
| k1fo.info                              | 12/09/2015 | 107          | 238                |
| https://www.huffpostmaghreb.com        | 12/09/2015 | 107          | 238                |
|                                        | 15/09/2015 | plus de 100  | plus de 300        |
| pmvmiddleeast.com                      | 16/09/2015 | 107          | 400                |
| constructionweekonline.com             | 15/09/2015 | 109          |                    |
| constructionweekonline.com             | 16/09/2015 | 107          | 400                |
| constructionweekonline.com             | 17/08/2016 |              | des cents en total |
| https://www.linternaute.com            | 14/09/2015 | 107          |                    |
| cranestodaymagazine.com                | 05/10/2017 | Au moins 109 |                    |
| https://www.theconstructionindex.co.uk | 29/09/2015 | 109          |                    |
| www.usatoday.com                       | 11/09/2015 | 111          | presque 400        |